# ريم بن مسعود
ريم بن مسعود (بالفرنسية: Rym Ben Messaoud) هي ممثلة ومقدمة تلفزيونية تونسية اشتهرت بدور هيفاء في سلسلة بوليس حالة عادية.

## حياتها الفنية
حاصلة على ماجستير في المعهد العالي للفنون الجميلة بتونس، بدأت مشوارها الفني عام 2007، واشتهرت أيضا بدور حسناء في مسلسل أولاد مفيدة (الجزء الثالث)، كما شاركت في مسلسل اختيار إجباري عام 2017، ومن أبرز نجاحاتها فيلم نحبك هادي عام 2016، والذي حظى بجوائز دولية منها أفضل عمل أول في دورة مهرجان برلين السينمائي 2016.

## أعمالها

### مسلسلات
- مكتوب، 2011
- بوليس حالة عادية، 2017
- اختيار إجباري، 2017
- أولاد مفيدة، 2017
- عالم باهي، 2018
- لافاج، 2018
- مشاعر، 2019
- دفعة بيروت،[4] 2020

### الأفلام
- نحبك هادي، 2016

### البرامج التلفزيونية
- نهار الأحد ما يهمك في حد، 2017
- عبدلي شوتايم

## وصلات خارجية
ريم بن مسعود على موقع IMDb (الإنجليزية)
- ريم بن مسعود على موقع قاعدة بيانات الأفلام العربية